# Iscrizione di Bat Creek

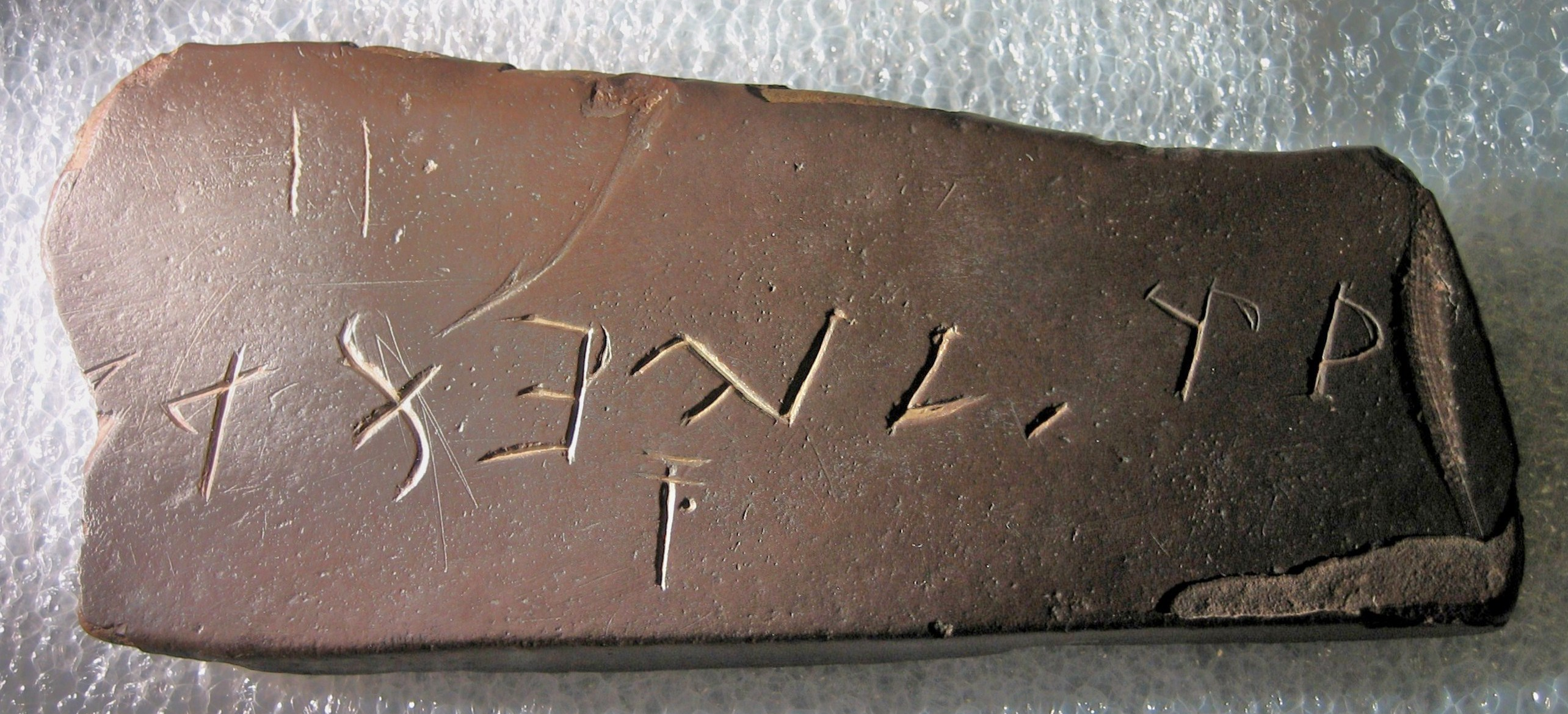
Iscrizione di Bat Creek.

L'iscrizione di Bat Creek (nota anche come pietra di Bat Creek o tavoletta di Bat Creek) è una tavoletta di pietra iscritta raccolta, nel 1889, nello scavo di un tumulo di nativi americani nella Contea di Loudon in Tennessee, da parte dello Smithsonian Bureau of Ethnology, diretto dall' entomologo Cyrus Thomas. Le iscrizioni furono inizialmente descritte come Cherokee, ma nel 2004 furono scoperte somiglianze con un'iscrizione che circolava in un libro della massoneria. Un esperto di bufale, Kenneth Feder, dice che la pubblicazione a revisione paritaria di Mary L. Kwas e Robert Mainfort ha "demolito" qualsiasi rivendicazione sull'autenticità della pietra.  Mainfort e Kwas dichiararono "La pietra di Bat Creek è un falso."
Thomas, erroneamente identificò i caratteri incisi sulla pietra "secondo le lettere dell'alfabeto cherokee," un sistema di scrittura della lingua cherokee inventato da Sequoyah nei primi anni del XIX secolo.  La pietra divenne oggetto di contesa nel 1970 quando il semitista Cyrus H. Gordon propose che le lettere dell'iscrizione fossero paleo-ebraiche del I o II secolo piuttosto che cherokee, e quindi la prova di contatto transatlantico precolombiano.  Secondo Gordon, cinque delle otto lettere potrebbero essere lette come "per la Giudea". L'archeologo Marshall McKusick ha ribattuto che "Nonostante alcune difficoltà, lo scritto cherokee ha una corrispondenza più stretta con quella sulla tavoletta rispetto al tardo-cananaico proposto da Gordon", ma non ha fornito dettagli.
In un articolo del 1988, sul "Tennessee Anthropologist", l'economista J. Huston McCulloch ha confrontato le lettere dell'iscrizione sia con l'alfabeto paleo-ebraico che con quello cherokee ed ha concluso che l'adattamento al paleo-ebraico era sostanzialmente migliore rispetto al cherokee. Ha anche esibito una prova eseguita con il metodo del carbonio-14 su frammenti di legno associati che ha dimostrato coerenza con la datazione dello scritto di Gordon. In una risposta del 1991, gli archeologi Robert Mainfort e Mary Kwas, facendo affidamento su una comunicazione del semitista Frank Moore Cross, conclusero che l'iscrizione non era autentica paleo-ebraica ma piuttosto un falso del XIX secolo, molto probabilmente realizzata da John W. Emmert, l'agente dello Smithsonian Institution che aveva eseguito lo scavo. In un articolo del 1993, in "Biblical Archaeology Review", il semitista P. Kyle McCarter, Jr. affermò che sebbene l'iscrizione "non sia autentica paleo-ebraica", essa "la imita chiaramente in certe caratteristiche" e contiene "una sequenza intelligibile di cinque lettere - troppo per una pura coincidenza." McCarter concluse: "Sembra probabile che siamo di fronte, non a una coincidenza casuale, ma a una frode".
Nel 2004 Mainfort e Kwas pubblicarono un ulteriore articolo su "American Antiquity" riportando la loro scoperta di un'illustrazione presente in un libro massonico del 1870 che dà l'impressione dell'artista di come la frase biblica "santo Yahweh" sarebbe apparsa in paleo-ebraico, con sorprendenti somiglianze con l'iscrizione di Bat Creek. La Storia Generale traduce correttamente l'iscrizione "Santità al Signore", anche se "Santo Yahweh" sarebbe più preciso. Conclusero che Emmert, molto probabilmente, copiò l'iscrizione dall'illustrazione massonica, al fine di compiacere Thomas con un manufatto che avrebbe scambiato per cherokee.